# Serhij Machno

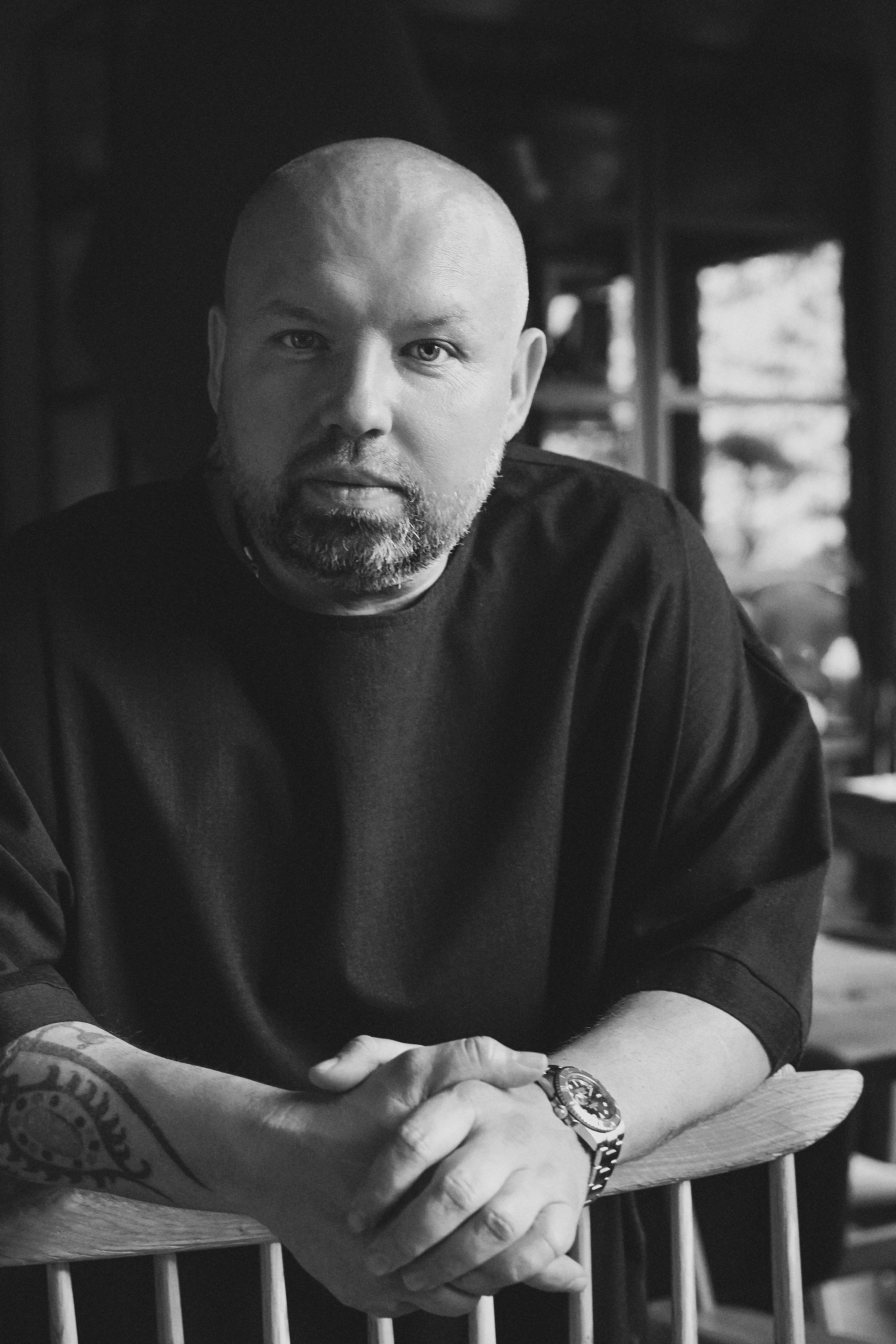
Serhij Machno

Serhij Mychajlowytsch Machno (ukrainisch Сергій Михайлович Махно; * 21. Mai 1981 in Kiew) ist ein ukrainischer Architekt, Designer und Künstler. Er ist der Gründer von Makhno Studio.
Seine Designs wurden auf der Salone del Mobile in Mailand, der Paris Design Week, der Dutch Design Week, der Galerie 5 in Singapur, der Gallery G-77 in Kyōto und der Les Ateliers Courbet Gallery in New York ausgestellt.
Machno ist Jurymitglied der Dezeen Awards, International Architecture & Design Awards, Architecture MasterPrize und anderer Auszeichnungen.

## Frühes Leben und Ausbildung
Serhij Machno wurde am 21. Mai 1981 in Kiew in eine Arbeiterfamilie hineingeboren. Er hat zwei jüngere Brüder. Er absolvierte die Kiewer Nationale Universität für Bauwesen und Architektur mit einem Abschluss in Architektur-Umweltdesign.

## Karriere
Nach seinem Abschluss im Jahr 2003 gründete Serhij Machno das Makhno Studio, ein multidisziplinäres Unternehmen für Architektur, Innenarchitektur und Produktdesign.

### Architektur & Design
Das Studio arbeitet in einem Stil, der ukrainische Authentizität, zeitgenössische Kunst, Natürlichkeit und Futurismus vereint. Eines der Hauptprinzipien des Studios ist die Kombination klassischer Elemente mit modernen Ideen, wobei traditionelle Handwerkskünste und Techniken in einem neuen Kontext genutzt werden.
In dieser Zeit hat Makhno Studio globale Architekturpreise wie The Architecture MasterPrize, IIDA Awards, Restaurant & Bar Design Awards und SBID Awards gewonnen. Insbesondere das Projekt Shkrub gewann 2020 und 2021 mehrere prestigeträchtige Architekturpreise gleichzeitig.

### Kunst
Parallel zur Architektur- und Designstudio gibt es eine Keramikwerkstatt. Machnos Werke verkörpern die japanische Wabi-Sabi-Ästhetik und -Philosophie.
Serhij Machno und sein Team schaffen Möbel, Beleuchtung, Fliesen und Dekorationen. Im Jahr 2017 erhielt er den internationalen Red Dot Design Award für seine Keramikfliesen und 2024 für innovative Blöcke aus "lebendigem" Ton. Außerdem erhielt die Khmara-Keramiklampe 2021 den Grand Prix bei den Big See Interior Design Awards und eine Auszeichnung der Interior Design Magazine Awards.
2017 stellte das Studio das Projekt "Transformation. Silence" auf der Paris Design Week und im selben Jahr auf der Dutch Design Week in Eindhoven, Niederlande, vor. Im Januar 2019 nahm das Studio als Teil des ukrainischen Gemeinschaftsstandes mit dem Projekt „Ukrsavana“ an Maison&Objet teil.
2019 präsentierten Machno und sein Studio das Projekt „Inside. Out“ an ihrem 100 Meter langen Stand auf der Salone del Mobile Milano. Die Komposition aus Keramikmöbeln und -lampen gehörte laut ArchDaily zu den Haupttrends der Ausstellung.
2020 wurde die Makhno Art Foundation gegründet, um eine neue Welle ukrainischer Kunst zu starten.
2022 veröffentlichte er seine erste NFT-Kollektion keramischer Kunst, Meta Dido. Digitale Tokens stellen eine Neuinterpretation einer Serie keramischer zoomorpher Skulpturen dar, die 2019 unter dem Namen "Dido" entstanden und veröffentlicht wurden.
Im November 2023 wurde die handgefertigte Kollektion keramischer Möbel und Dekorationen Zemlya in den Les Ateliers Courbet in New York, USA, ausgestellt.

## Ausstellungen
- 2017 – Paris Design Week in Paris, Frankreich.
- 2017 – Dutch Design Week in Eindhoven, Niederlande.
- 2019 – Maison&Objet in Paris, Frankreich.
- 2019 – Salone del Mobile in Mailand, Italien.
- 2021 – Expo 2020 Dubai in Dubai, VAE.[34]
- 2023 – Gallery G-77 in Kyoto, Japan.
- 2023 – Les Ateliers Courbet in New York, USA.
- 2024 – Galerie 5, International Day of Light in Singapur.